# Otidiogryllacris elii
Otidiogryllacris elii is een rechtvleugelig insect uit de familie Gryllacrididae. De wetenschappelijke naam van deze soort is voor het eerst geldig gepubliceerd in 1908 door Griffini.